# Большая Ватса
Большая Ватса — река в России, протекает по Архангельской области. Устье реки находится в 29 км по левому берегу реки Вычегда. Длина реки составляет 20 км.
Притоки: правобережные Шалуга и Малая Ватса.

## Данные водного реестра
По данным государственного водного реестра России относится к Двинско-Печорскому бассейновому округу, водохозяйственный участок реки — Вычегда от города Сыктывкар и до устья, речной подбассейн реки — Вычегда. Речной бассейн реки — Северная Двина.
Код объекта в государственном водном реестре — 03020200212103000025096.